# Заявка Південної Кореї на Чемпіонат світу з футболу 2022

Заявка Південної Кореї на Чемпіонат світу з футболу 2022 стала другою офіційною заявкою від корейської футбольної асоціації на проведення Чемпіонату світу з футболу. Якщо б заявку прийняли, у Південній Кореї б провели другий чемпіонат світу з футболу, а також перший сольний, оскільки чемпіонат 2002 року ще відбувався у Японії. Хан Сун-Чо, голова комітету заявки, у разі перемоги планував залучити до проведення Північну Корею.

## Розклад
| Дата             | Примітки                                                                                  |
| ---------------- | ----------------------------------------------------------------------------------------- |
| 15 січня 2009    | Заявка офіційно подана                                                                    |
| 2 лютого 2009    | Кінцева дата подання заявок                                                               |
| 16 березня 2009  | Кінцева дата подання оформлених заявок                                                    |
| 14 травня 2010   | Кінцева дата подання повної інформації щодо заявок                                        |
| 22–25 липня 2010 | Інспекційний комітет відвідав Південну Корею                                              |
| 2 грудня 2010    | ФІФА обрала Росію та Катар для проведення Чемпіонатів світу 2018 та 2022 років відповідно |

## Стадіони-кандидати для проведення матчів
| Сеул                                                 | Сеул                               | Пусан                                                | Інчхон                                               | Інчхон                            |
| ---------------------------------------------------- | ---------------------------------- | ---------------------------------------------------- | ---------------------------------------------------- | --------------------------------- |
| Стадіон Чемпіонату світу в Сеулі                     | Олімпійський стадіон               | Головний стадіон Азіади в Пусані                     | Інчхон Мунхак                                        | Головний стадіон Азіади в Інчхоні |
| Сеул                                                 | Різноманітне використання          | Пусан Ай Парк                                        | Інчхон Кораіл                                        | Новий стадіон                     |
| Місткість: 66,806 (заплановане розширення до 83,000) | Місткість: 69,950                  | Місткість: 53,864 (заплановане розширення до 60,000) | Місткість: 49,084                                    | Місткість: 30,000                 |
|                                                      |                                    |                                                      |                                                      |                                   |
| Тегу                                                 | Теджон                             | Кванджу                                              | Ульсан                                               | Сувон                             |
| Стадіон Тегу                                         | Стадіон Чемпіонату світу в Теджоні | Стадіон Чемпіонату світу в Кванджу                   | Ульсан Мунсу                                         | Стадіон Чемпіонату світу в Сувоні |
| ФК Тегу                                              | Теджон Сітізен                     | ФК Кванджу                                           | Ульсан Хьонде                                        | Сувон Самсунг Блювінгз            |
| Місткість: 66,422 (заплановане розширення до 81,422) | Місткість: 40,535                  | Місткість: 44,118 (заплановане розширення до 45,245) | Місткість: 44,102                                    | Місткість: 43,959                 |
|                                                      |                                    |                                                      |                                                      |                                   |
| Коян                                                 | Чонджу                             | Чхонан                                               | Соґвіпхо                                             |                                   |
| Стадіон Коян                                         | Стадіон Чемпіонату світу в Чонджу  | Стадіон Чхонан                                       | Стадіон Чемпіонату світу в Соґвіпхо                  |                                   |
| Коян Зайкро                                          | Чонбук Хьонде Моторс               | Чхонан Сіті                                          | Чеджу Юнайтед                                        |                                   |
| Місткість: 41,311                                    | Місткість: 42,477                  | Місткість: 26,000 (заплановане розширення до 45,000) | Місткість: 35,657 (заплановане розширення до 43,657) |                                   |
|                                                      |                                    |                                                      |                                                      |                                   |

## Офіційні партнери заявки
{\displaystyle \bullet } Hana Bank
{\displaystyle \bullet } Samsung
{\displaystyle \bullet } Hyundai
{\displaystyle \bullet } Korean Air